# Монастер (Цхинвальский район)
Монастер (осет. Монастъер, груз. მონასტერი) — село на северо-востоке Цхинвальского района Южной Осетии; согласно юрисдикции Грузии — в Горийском муниципалитете.

## География
Расположено на северо-востоке Цхинвальского района к востоку от села Зар и к западу от бывшего села Курта.
Состоит из двух населённых пунктов (сёл):
1. Нижний Монастер (осет. Дæллаг Монастер, груз. ქვემო მონასტერი — Квемо-Монастери), к востоку
2. Верхний Монастер (осет. Уæллаг Монастер, груз. ზემო მონასტერი — Земо-Монастери), к западу

## Население
По переписи 1989 года в селе жило 124 человек, из которых осетины составили 100 человек (81 %), грузины — 24 человека (19 %). В том числе в Нижнем Монастере — 69 человек (осетины — 100 %) и в Верхнем Монастере — 55 человек (осетины — 31 человек (56 %), грузины — 24 человека (44 %)). После событий начала 1990-х годов, осетинское население было изгнано, село в основном опустело. По переписи 2002 года (проведённой властями Грузии, контролировавшей часть Цхинвальского района на момент проведения переписи) в Земо-Монастери (груз. ზემო მონასტერი) жило 48 человек (в том числе 54 % — грузины, 44 % — осетины), по Квемо-Монастери (груз. ქვემო მონასტერი) — данных нет.

## История
В разгар южноосетинского конфликта село было в зоне контроля Грузии. После войны в августе 2008 года село находится под контролем властей РЮО.

## Топографические карты
- Лист карты K-38-64 Цхинвали. Масштаб: 1 : 100 000. Состояние местности на 1987 год. Издание 1989 г.